# Eupithecia relictata
Eupithecia relictata là một loài bướm đêm trong họ Geometridae.